# Чолутека (река)
Чолуте́ка (исп. Río Choluteca, Río Grande o Choluteca) — река в южной части государства Гондурас; впадает в залив Фонсека Тихого океана вблизи прибрежного города Седеньо.

## География
Исток находится в департаменте Франсиско-Морасан, возле муниципалитета Лепатерике (к юго-западу от Тегусигальпы), а оттуда она протекает на север через Тегусигальпу, затем на юг через департаменты Эль-Параисо и Чолутека. Болотистое устье реки находится недалеко от прибрежного города Cedeño, в заливе Фонсека.

## Характеристики
По данным ФАО, длина реки составляет 349 км от истока к устью. Бассейн Чолутеки имеет площадь 7681 км². Половодье в период с мая по октябрь, а также в сезон дождей. В периоды явления Эль-Ниньо, а также при сильных степных пожарах бассейн высыхает. На реке нет плотин.

## Происшествия и катаклизмы
Во время урагана Митч в 1998 году наводнение этой реки было основным источником разрушения в Тегусигальпе. Река вымыла целые кварталы в столице и, в конечном итоге, увеличилась в шесть раз возле города Чолутека. Там она разрушила пригороды и часть торгового центра. Далее она разрушила деревню Моролика (Morolica), жители которой погибли или пропали без вести.
Построенный через реку ранее в том же году новый трёхпролётный мост не пострадал, но ураган Митч сдвинул русло реки в сторону таким образом, что мост оказался вне русла и потерял сообщение с подъездными путями, которые были смыты ураганом. В 2003 году мост был продлён, и сообщение было восстановлено.